# Wildcat (automobilismo)
Wildcat è il nome di una serie di vetture realizzate a partire dal 1975 dal team statunitense Patrick Racing per partecipare alle gare per monoposto sancite dall'USAC prima, il cui evento principale era la 500 miglia di Indianapolis, e dalla CART poi. Il nome fu scelto dal proprietario del team (un ex-imprenditore petrolifero) ispirandosi alla figura dei wildcatters, persone che cercavano il petrolio e la conseguente ricchezza rischiando in proprio.

## Storia

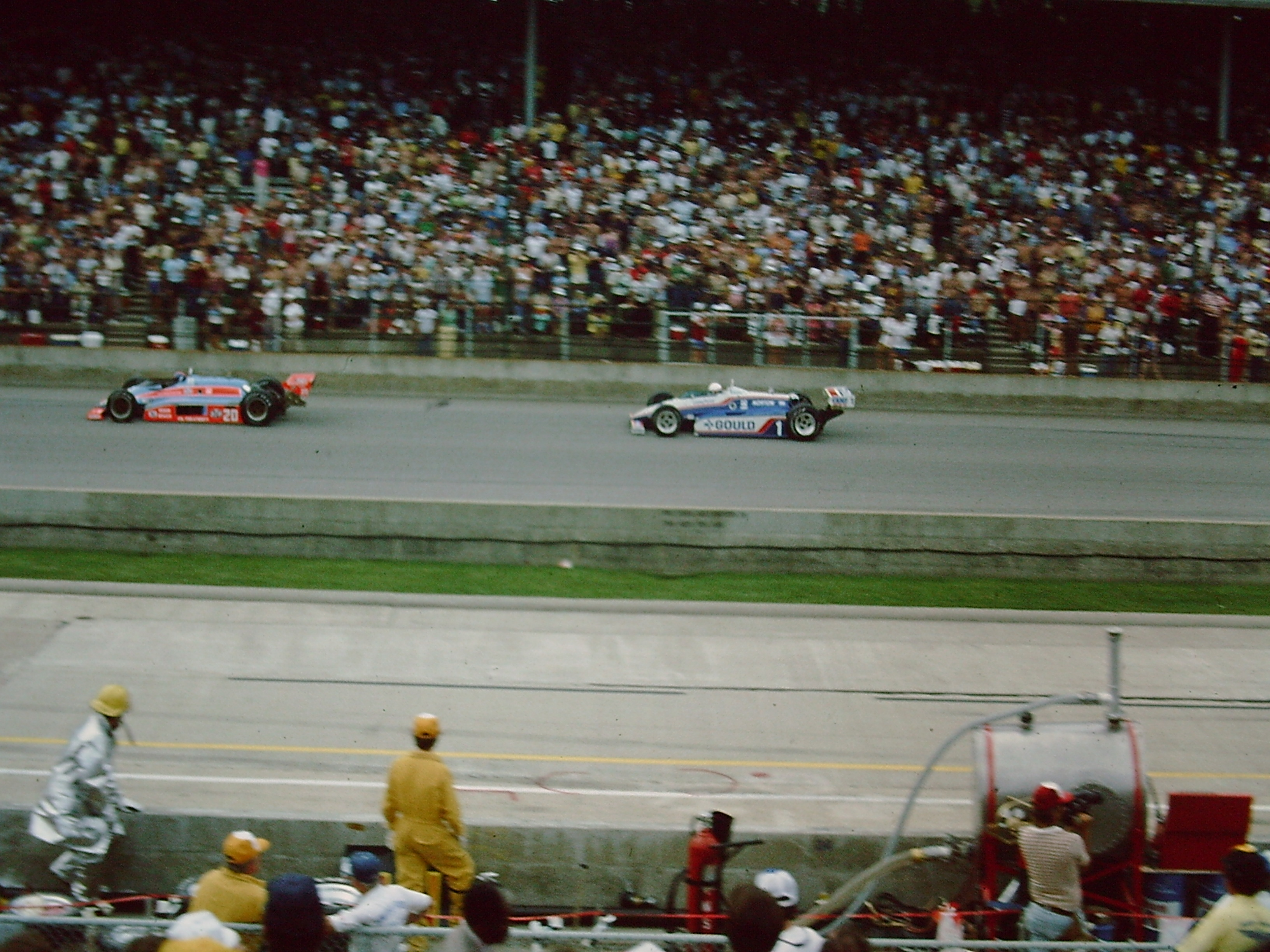
Gordon Johncock precede Rick Mears durante la 500 miglia di Indianapolis 1982

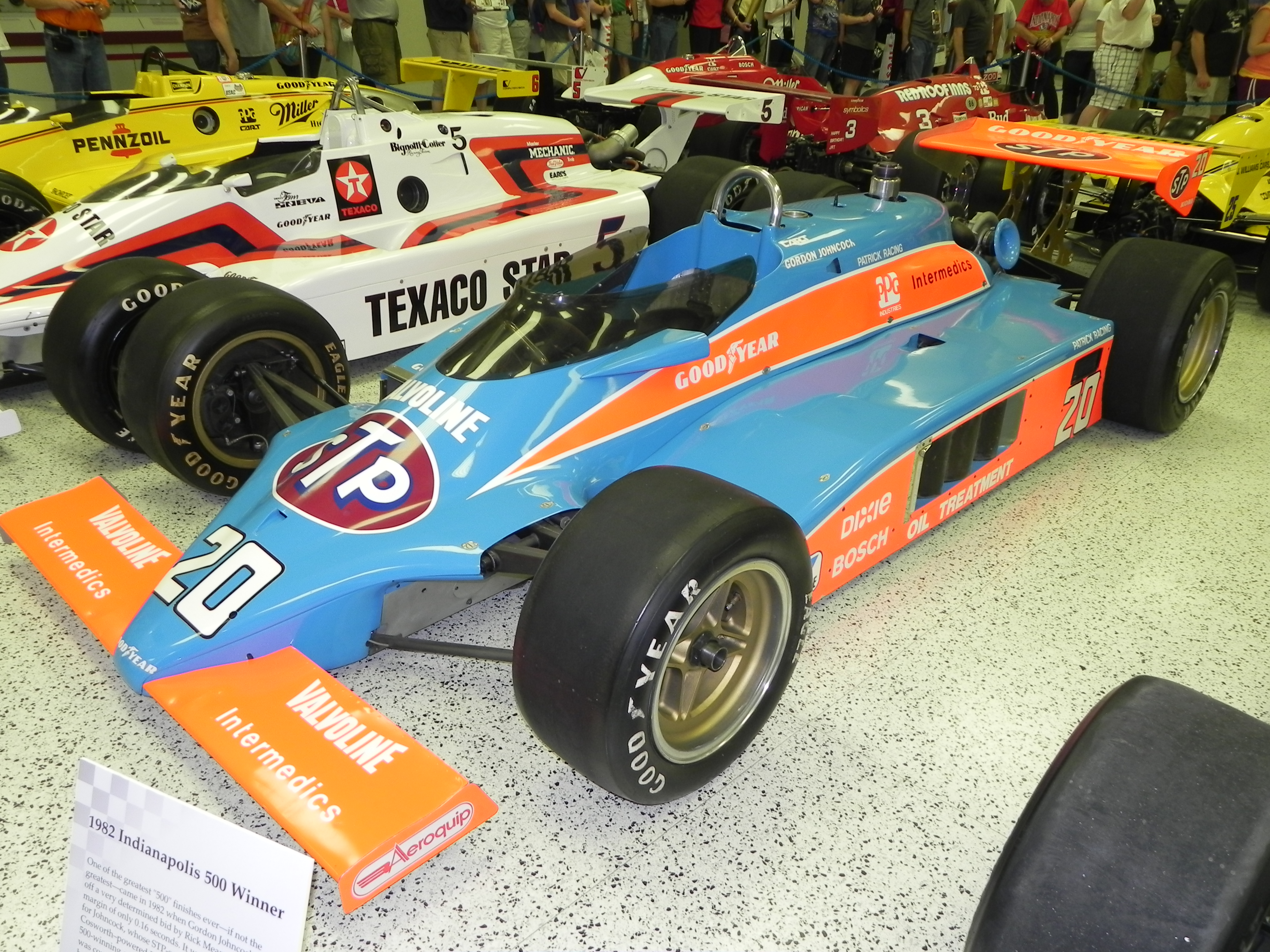
La Wildcat PR8B vincitrice a Indy 1982

Dopo aver cominciato in sordina l'attività agonistica nel 1970 e dopo ottenuto la vittoria alla 500 miglia di Indianapolis del 1973 con le Eagle-Offenhauser appena acquistate grazie alla sponsorizzazione della STP, per la stagione 1975 il team Patrick Racing decise di realizzare in proprio le sue vetture, anziché comprare sul mercato i telai di altri costruttori, facendole progettare da Bob Riley e denominandole Wildcat Mk I.
Il team era uno di quelli che ancora si affidava al vetusto motore sovralimentato Offenhauser a quattro cilindri, sebbene ne avesse realizzato una versione estremamente evoluta chiamata DGS, ma la concorrenza del nuovo Ford Cosworth DFX a otto cilindri metteva pressione alla squadra.
Con queste nuove Wildcat-Offenhauser il team si dimostrò competitivo sia nel 1975, dove solo la rottura del motore privò Dallenbach della vittoria a Indy, che nel 1976 (terzo e quarto posto a Indy), che nella sfortunata edizione del 1977, quando il motore tradì Gordon Johncock mentre era al comando con 16 giri alla fine.
Per la stagione 1976 era stata realizzata la Wildcat Mk II, con un muso a tutta larghezza, radiatore frontale e pance laterali ribassate, mentre la vecchia Mk I fu usata per i tacciati più corti: Gordon Johncock fu campione USAC e Wally Dallenbach si classificò terzo. La Mk II fu usata anche nel 1977, dopo che la nuova Mk III fu distrutta durante i primi collaudi

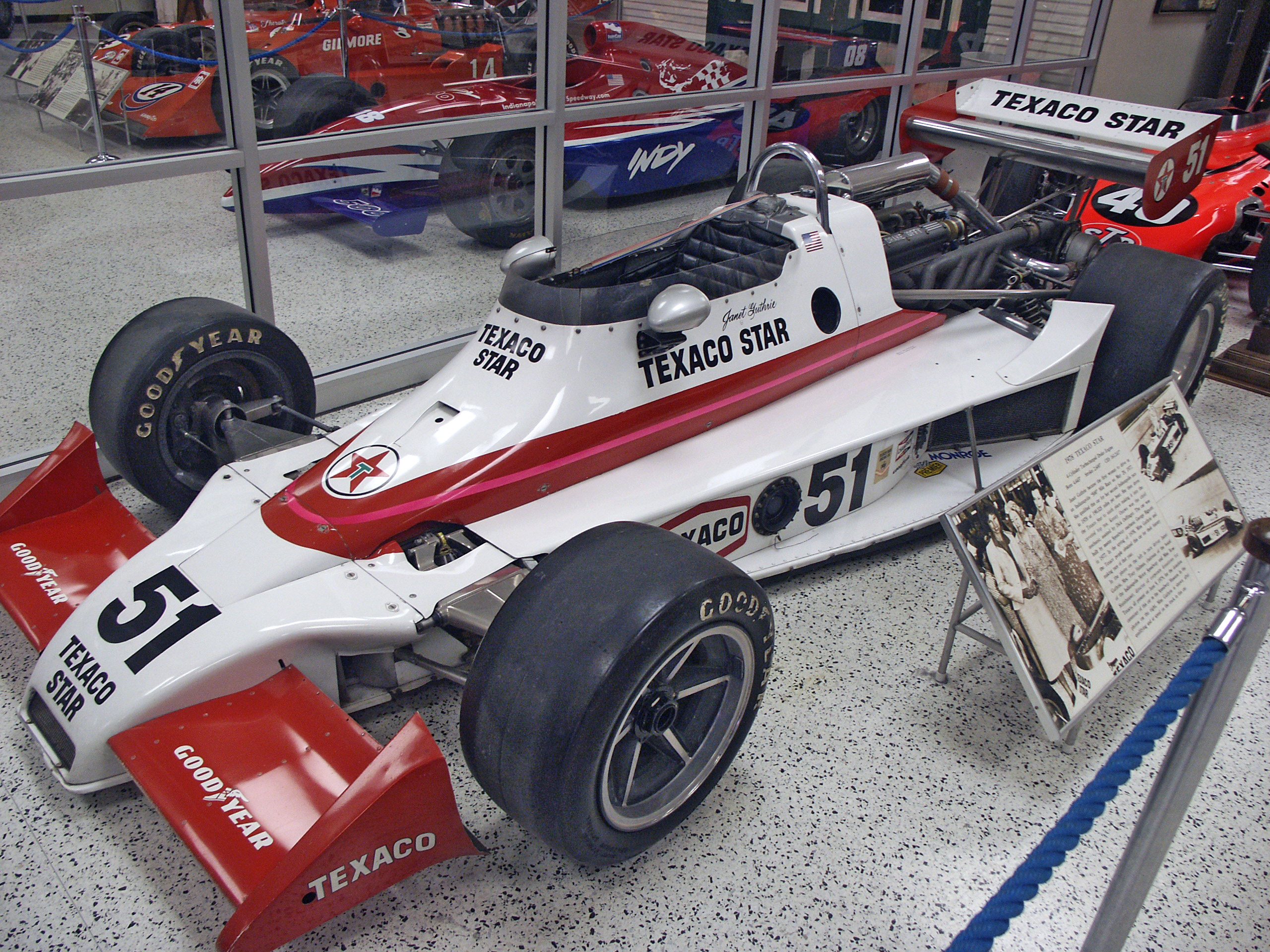
La Wildcat 3-DGS di Janet Guthrie

La Wildcat Mk III fu impiegata anche da altri team, che acquistarono i telai dal Patrick Racing: uno di essi venne usato da Janet Guthrie, la prima donna a partecipare alla 500 miglia di Indianapolis, che nel 1978 si classificò nona con una di queste vetture.
La carenza di competitività del motore "Offy" convinse il team a esplorare nuove strade, ma il fiasco ottenuto nel 1977 dal motore Drake V8 e la mancanza di acuti nel 1978, con Johncock che ottenne l'ultima vittoria di un "Offy" nelle gare USAC e arrivò solo terzo a Indianapolis, spinseno il Patrick Racing a passare anch'esso al Ford Coswort DFX per la stagione 1979, quando però l'arrivo sulla scena della Chaparral 2K ispirata alle wing car della Formula 1 impose una riprogettazione delle Wildcat per la stagione 1980, cercando di incorporarvi gli stessi concetti tecnici.
Grazie alle esperienze maturate anche col progetto della monoposto Phoenix, seguito dagli stessi uomini chiave del team, la Wildcat Mk VIII del 1981 fu una vera wing car: Mario Andretti fu protagonista di una delle gare più discusse della storia della 500 miglia e l'anno seguente Gordon Johncock vinse la gara su una Wildcat PR8B con un margine di soli 0,16 su Rick Mears. La Wildcat del 1983 si rivelò invece una vettura dalla difficile messa a punto, pertanto a fine stagione fu messa da parte e il Patrick Racing acquistò i telai per la stagione 1984 dalla March Engineering, restando perciò l'ultimo modello prodotto.